# La Lune (Zeitschrift)
La Lune war eine von 1865 bis 1868 in Paris erschienene und von François Polo herausgegebene Satirezeitschrift. André Gill war der maßgebliche Karikaturist der Zeitschrift.
Die Zeitschrift erschien mit einer Titelkarikatur im Folioformat. Das Heft kostete 10 centimes und erschien in einer Auflage von ca. 24.000 Exemplaren; von einzelnen Ausgaben wurden sogar bis zu 40.000 Exemplare gedruckt.
Die Nachfolgerin L’Éclipse (= Mondfinsternis) erschien von 1868 bis 1876 und als La Lune rousse (= Roter Mond) bis 1879.

## Zeichner (Auswahl)
- Alphonse Lévy (1843–1918)[2]